# Taça Europeia Feminina de Hóquei em Patins de 2009–10
A Taça Europeia Feminina 2009/10 foi a 4ª edição da Taça Europeia Feminina de Hóquei em Patins organizada pela CERH.

## Taça Europeia Feminina 2009/10
As equipas classificadas são: 
| Taça Feminina 2009/10 | Taça Feminina 2009/10 | Taça Feminina 2009/10 |
| --------------------- | --------------------- | --------------------- |
| Biesca Gijón HC       | C Pati Alcorcon       | C Pati Mieres         |
| US Coutras            | CS Noisy le Grand     |                       |
| RHC Diessbach         | / RHC Friedlingen     |                       |
| Dusseldorf            | RSC Cronenberg        |                       |
| UDC Nafarros          | HC Marco              |                       |
| CGC Viareggio         |                       |                       |

## Pré-Eliminatória
| J | Visitado          | Resultado | Visitante     | 1ª Mão | 2ª Mão |
| 1 | RHC Friedlingen / | 5-13      | CGC Viareggio | 1-9    | 4-4    |
| 2 | C Pati Alcorcon   | 14-7      | HC Marco      | 8-1    | 6-6    |
| 3 | RHC Diessbach     | 5-13      | UDC Nafarros  | 1-3    | 4-10   |
| 4 | RSC Cronenberg    | 13-6      | C Pati Mieres | 11-6   | 2-2    |

## Quartos de Final
| J  | Visitado       | Resultado | Visitante         | 1ª Mão | 2ª Mão |
| 9  | US Coutras     | 9-6       | UDC Nafarros      | 7-3    | 2-3    |
| 10 | CGC Viareggio  | 3-19      | C Pati Alcorcon   | 1-5    | 2-14   |
| 11 | TUS Dusseldorf | 2-9       | Biesca Gijón HC   | 1-5    | 1-4    |
| 12 | RSC Cronenberg | 11-3      | CS Noisy le Grand | 7-1    | 4-2    |

## Fase Final
|  | Semifinais      | Semifinais      |   |                | Final           | Final |  |
|  |                 |                 |   |                |                 |       |  |
|  | 1 Maio          |                 |   |                |                 |       |  |
|  | RSC Cronenberg  | 1               |   |                |                 |       |  |
|  | Biesca Gijón HC | 6               |   |                |                 |       |  |
|  |                 |                 |   |                |                 |       |  |
|  |                 |                 |   |                | 2 Maio          |       |  |
|  |                 |                 |   |                | Biesca Gijón HC | 5     |  |
|  |                 | C Pati Alcorcon | 2 |                |                 |       |  |
|  |                 |                 |   |                |                 |       |  |
|  |                 |                 |   |                |                 |       |  |
|  |                 |                 |   |                | Terceiro lugar  |       |  |
|  | 1 Maio          | 1 Maio          |   | 2 Maio         | 2 Maio          |       |  |
|  | US Coutras      | 3               |   | RSC Cronenberg | 0               |       |  |
|  | C Pati Alcorcon | 4               |   |                | US Coutras      | 6     |  |

## Final
| 2 Maio | Biesca Gijón HC              | 5-2 | C Pati Alcorcon  |  |
| 18 GMT | Soler (2) Agudo Luchi Ainhoa |     | Marina Del Moral |  |

| Vencedoras Taça Europeia Feminina 2009–10 |
| Biesca Gijón HC (3ª)                      |

## Ligações Externas
- CERH website

### Internacional
- Ligações para todos os sítios de hóquei
- Mundook- Sítio com notícias de todo o mundo do hóquei
- Hoqueipatins.com - Sítio com todos os resultados de Hóquei em Patins